# Montant d'ossature
1. Potelet (cripple)
2. Linteau (window header)
3. Sablière (top plate / upper wall plate)
4. Window sill
5. Montant (stud)
6. Lisse d'assise, (Sill plate / sole plate / bottom plate)

Une section de mur typique dans platform framing

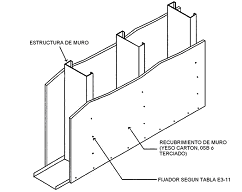
Montants en acier dans un mur

Un montant d'ossature (ou montant ou poteau mural, poteau de cloison, montant de cloison, montant, poteau d'ossature murale , poteau mural, en anglais : stud) est un élément vertical d'ossature répétitif et normalisé dans certains types de murs et cloisons d'un bâtiment. Ils sont traditionnellement en bois mais peuvent être aussi en métal (en acier plié à froid).
Dans le Nord de l'Amérique et plus largement dans Monde anglo-saxon, c'est un élément essentiel dans la construction à ossature légère en bois (ou à claire-voie) de type framing: baloon frame ou platform frame. Un montant d'ossature (stud) a typiquement une section transversale inférieure à celle d'un poteau (post), et est de dimensions nominale 2 × 4 pouces ou 2 × 6 pouces (38 × 89 mm ou 38 × 140 mm). Les montants sont en bois résineux, à partir d'espèces de conifères, compris le pin, le sapin et l'épicéa (au Canada, collectivement appelés spruce-pine-fir). Historiquement les montants d'ossature ont été assemblés par clouage.
Les montants forment des murs et peuvent supporter des charges structurelles verticales, ou être non porteurs, comme pour les cloisons, qui ne font que séparer des espaces. Ils maintiennent en place les fenêtres, les portes, la finition intérieure, le revêtement ou bardage extérieur, l'isolation et les accessoires et aident à donner forme à un bâtiment. Les poteaux muraux vont de la lisse d'assise (ou basse, en anglais sill plate) à la lisse sablière (ou sablière, wall plate). Dans la construction moderne, les poteaux muraux sont ancrés aux lisses par un système de fixation, d'une manière qui empêche le bâtiment d'être soulevé de la fondation par un vent violent ou un tremblement de terre.
Des systèmes constructifs dérivés du système américain se retrouvent partout dans le monde.

## Propriétés
Les montants d'ossature murale sont généralement minces, il faut donc plus de montants que dans les ossatures de la charpenterie classique (les colombages d'un pan de bois ou les poteaux et poutre dans le timber framing ou le post and beam).  
Parfois, les poteaux sont longs, comme dans le balloon framing, où les poteaux s'étendent sur deux étages et portent une lisse qui supporte des solives. Parfois ils sont courts comme dans le platform framing.  
Le platform framing supplante le balloon framing à partir de 1930. 
Dans le balloon framing, les montants et poteaux était beaucoup plus longs que tout ce qui se trouve aujourd'hui sur le marché. Et comme il y avait encore une multitude de grands arbres anciens dans les forêts primaires américaines, les scieries pouvaient fabriquer des 2 × 4 pouces en 20, 24 ou même 30 pieds de longueur (9 mètres). 
Le balloon framing a été rendu illégal dans les nouvelles constructions dans de nombreuses juridictions pour des raisons de sécurité incendie, car les cavités murales ouvertes permettent au feu de se propager rapidement, par exemple d'un sous-sol à un grenier; les lisses et les plates-formes dans le platform framing fournissent un coupe-feu passif à l'intérieur des murs et sont donc considérées comme beaucoup plus sûres par les responsables de la sécurité incendie. À l'époque du balloon framing, les incendies de maison étaient courants et la plupart des maisons ne survivaient pas assez longtemps pour que les services d'incendie de l'époque fassent une quelconque différence une fois sur place. Les maisons brûlaient très rapidement et ne laissaient souvent pas le temps pour que les personnes puissent s'échapper en toute sécurité.  
Le platform framing emploie donc des bois plus courts et aussi moins chers que dans le balloon framing. 
Étant plus fins et plus légers, les techniques de construction faisant usage de montants (stud) sont plus faciles à mettre en œuvre parce que les éléments de stud sont plus faciles à couper et à transporter et leur assemblage plus rapide que dans la charpente classique en bois.
Aux États-Unis et au Canada, les poteaux muraux sont traditionnellement en bois, généralement de 2 × 4 pouces ou 2 × 6 pouces nominal; cependant, ces dimensions historiques ont été réduites mais portent toujours le nom de « two by four » et « two by six ». Les dimensions typiques des « two by four » d'aujourd'hui sont de 1.5 par 3.5 pouces (38 mm × 89 mm) de bois dimensionnel avant le ponçage et sont généralement placés à 16 pouces (406 mm) d'intervalle, mais parfois aussi à 12 pouces (305 mm) ou 24 pouces (610 mm). Des profondeurs de montant plus larges (38 mm × 140 mm, 184 mm, 235 mm) peuvent être employées, pour des murs d'ossature de grande hauteur, devant reprendre des charges latérales de vent importantes. Les longueurs standards envisagées par les normes sont de 3,66 m; 4,27 m; 4,88 m; 5,49 m; 6,1 m (soit de 12 à 20 pieds de long). En Australie où le système impérial a été abandonné, les ossatures murales en bois ont généralement une profondeur de 90 mm ou 70 mm avec des montants de 35 mm ou 45 mm d'épaisseur en fonction de la charge et de l'espacement - généralement de 450 à 600 mm. 
Les normes aux États-Unis sont établies par l'American Lumber Standard Committee, nommé par le secrétaire au Commerce. En Nouvelle-Zélande, la taille de bois requise et l'espacement des poteaux muraux sont déterminés à l'aide du tableau 8.2 du NZS 3604 Timber-framed buildings (en) pour les murs porteurs et du tableau 8.4 pour les murs non porteurs. 
Le bois doit être sec lorsqu'il est utilisé, sinon des problèmes peuvent survenir lorsque les montants rétrécissent et se tordent à mesure qu'ils sèchent, phénomène du retrait. Les montants en acier gagnent en popularité en tant qu'alternative non combustible, en particulier pour les murs non porteurs, et sont nécessaires dans certains murs pare-feu (en).

## Terminologie anglo-américaine

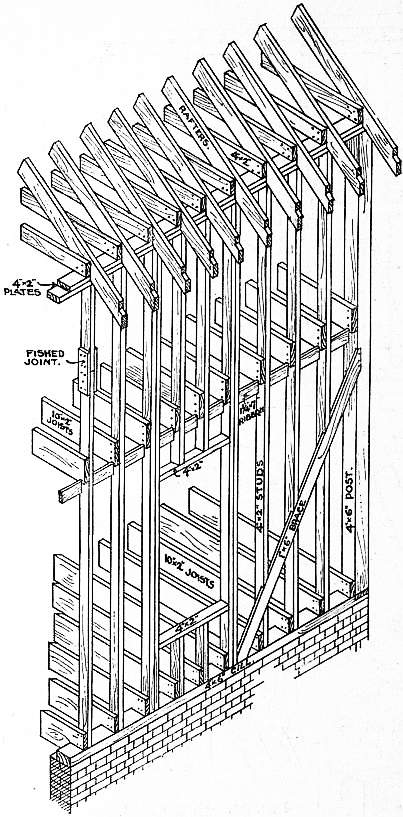
Balloon frame dans l'Encyclopædia Britannica de 1911 (Carpentry)

Dans les système d'ossature bois moderne comme dans les pans de bois, les poteaux principaux en anglais sont appelés post ou stud. Les poteaux de remplissage sont appelés stud. Les tournisses dans un pan de bois peuvent être traduites par « Jack stud ».
La hauteur des montants détermine généralement la hauteur sous plafond, d'où des dictons comme : « These rooms were usually high in stud ».
Stud est un mot ancien lié à des mots similaires dans le vieil anglais, le vieux norrois, le moyen haut allemand et le vieux teutonique, avec la signification générale de prop (poteau) ou support. D'autres mots historiques ayant une signification similaire sont quarter et scantling (désignant un bois équarri de taille plus petite, pas nécessairement du même usage). Le mot « Stick » est aussi employé, terme familier désignant à la fois le bois de charpente (lumber, timber) et un arbre de haute futaie (timber tree)  (un tronc d'arbre bon à utiliser comme bois d'œuvre); d'où les expressions « stick and platform », « stick and frame », « stick and box », ou simplement « stick framing ». 
Stick fait aussi référence à une maison en bois construite entièrement ou en grande partie sur place, et à une certaine tradition américaine de l'ossature ; c'est-à-dire des maisons entièrement construites sur le site que la maison doit occuper à son achèvement, plutôt que dans une usine ou une installation similaire. L'expression est utilisée par opposition aux mobile homes et aux maisons modulaires qui sont assemblées en tout ou en partie dans une usine et transportées par bloc sur site, ou bien les maisons faisant usages de bois ou de structures d'ingénierie, comme les fermes préfabriquées, toutes ces construction ne sont pas Stick built.
Les montants d'ossature murale utilisés pour encadrer les ouvertures des fenêtres et des portes portent des noms différents dans la terminologie américaine, notamment:
- king stud (poteau d'huisserie)- montant à gauche ou à droite d'une fenêtre ou d'une porte qui est continu de la lisse d'assise à la sablière ;
- queen stud - montant utilisé comme élément répétitif qui s'incline en tant que tel pour n'être ni vertical ni horizontal ;
- trimmer ou jack− montant à gauche ou à droite d'une fenêtre ou d'une porte qui s'étend de la lisse d'assise jusqu'au dessous d'un linteau
- cripple stud (potelet) - un montant situé au-dessus ou au-dessous d'une ouverture, qui ne s'étend pas sur toute la hauteur du mur ; de part et d'autre des montant d'huisserie des poteaux nains sont placés (jack stud)[10].
- post or column − un double ou autre multiple entier d'un groupe de montants cloués côte à côte. Les poteaux dans les murs sont utilisés à l'endroit de charges ponctuelles telles que de longues portées près d'une large fenêtre ou d'une porte coulissante, etc.
- sleeper ou nailer (fond de clouage[11]) - un stud posé à plat sur d'autres éléments de charpente pour fournir un point de fixation.
- sill (lisse) - un élément des dimensions d'un stud formant la base d'un ensemble de fenêtre ou la base d'un mur.
- mudsill (lisse de terre[12], sole sur terre[13], assise de boue[14]) - un élément de la taille d'un stud qui forme la base d'un mur et qui a été traité contre les insectes et la pourriture.
- top plate or double top plate (sablière) - un élément de la taille d'un stud qui forme le haut du mur. Dans les cas où d'autres éléments doivent supporter ou s'appuyer sur le haut du mur, une sablière double est utilisée avec l'élément utilisant des recouvrements décalés afin que la sablière fournisse une surface d'appui continue.

Une technique de construction principalement associée au Lincolnshire, en Angleterre et à certaines parties de l'Écosse tire une partie de son nom des poteaux muraux : mud and stud (stud and mud). Cette méthode de construction utilise des montants dans une charpente qui est ensuite totalement recouverte de terre qui ressemble au torchis. Une autre méthode de construction traditionnelle est appelée stud and plaster où les murs en plâtre sont maintenus par des lattes sur les poteaux muraux. Les poteaux muraux sont également l'homonyme d'un type de charpente en bois appelé Close studding (en).

### Normes
Sur la base des règles de classement de l'American West Coast Lumber Inspection Bureau (WCLIB), il n'y a qu'un seul grade de stud: STUD. Un poteau est classé pour une application verticale et ses exigences de contrainte et les défauts visuels admissibles reflètent cette application. Un stud ressemble le plus à un grade n° 2, qui est maintenu à un niveau plus élevé lors du classement. La plus grande différence entre les deux est la fréquence, le placement et la taille des nœuds et le fléchissement global autorisé.
Le Conseil canadien du bois (en) détermine également une classe montant (studs); des bois d’échantillon de 38 à 89 mm (2 à 4 pouces, nom.) d’épaisseur et 38 à 140 mm (2 à 6 pouces, nom.) de largeur et 3 m (10 pieds) ou moins de longueur.

## Revêtement intermédiaire, contreventement

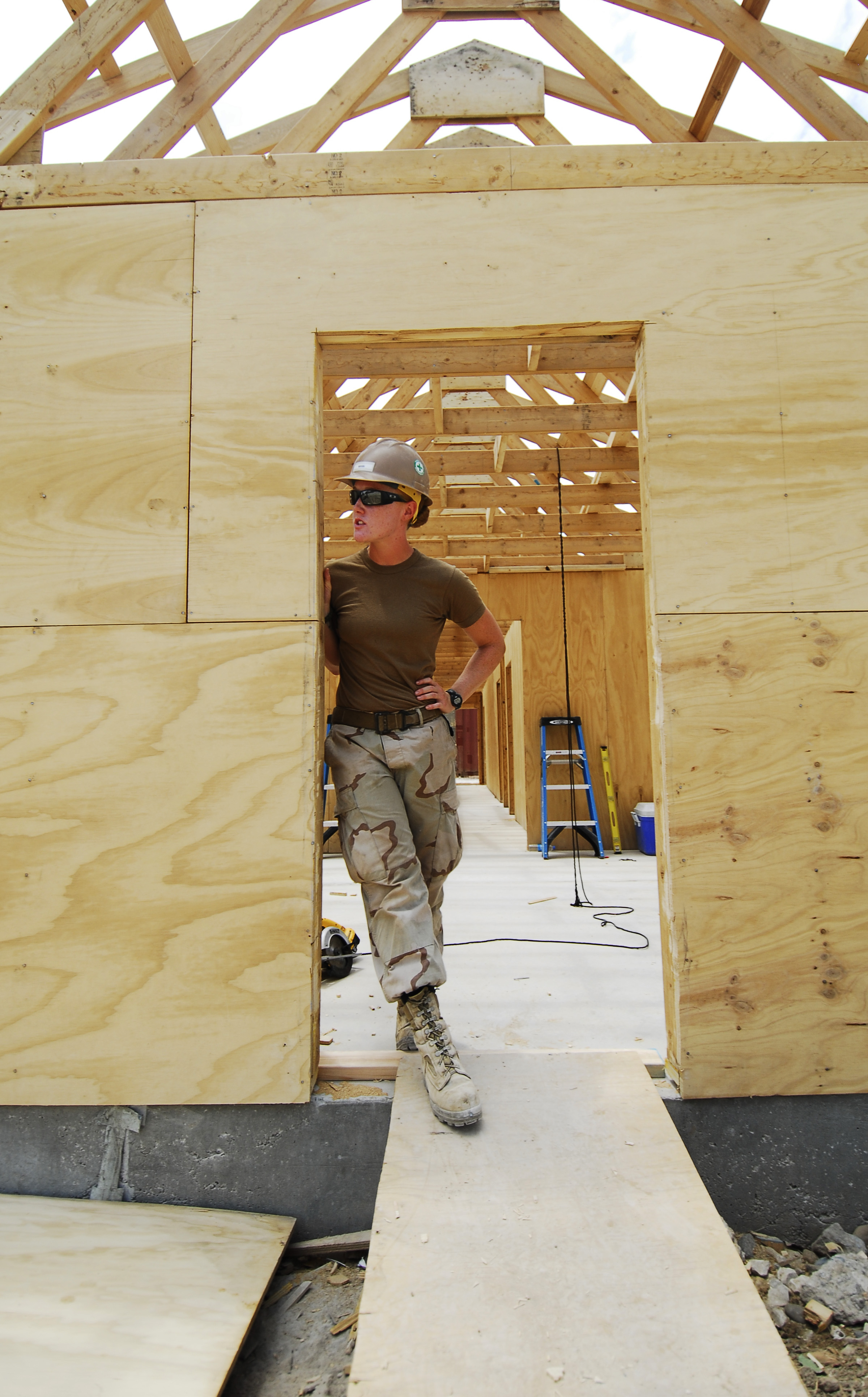
Revêtement en contreplaqué. Kunduz, Afghanistan.

La manière traditionnelle de finir les murs extérieurs consistait à clouer aux montants un revêtement intermédiaire sous forme de planches d'un pouce d'épaisseur nominal. Placées obliquement, elles pouvaient assurer en plus le contreventement de la paroi. Sur les planches venait venait un papier de construction (Un papier bouffant et absorbant, imprégné de bitume ou de poix qui servait de pare-vent), et ensuite le bardage en bois qui était peint, le plus commun était le Shiplap. Côté intérieur venait un lattage qui était enduit de plâtre (Lath and plaster (en)). L'espace entre les montant était laissé libre.
Des panneaux de revêtement intermédiaire de fibres de bois ont été utilisés à partir de 1907 (fiberboard sheathing). Ils ont été souvent vendus abusivement comme panneau structural, mais ont été vendus par la suite comme matériau isolant. Se décomposant au soleil et sous la pluie, ils ont été rendus résistant à l'humidité par imprégnation d'asphalte d'où le nom de blackjack, gray board, ou buffalo board. Selon le Boston Museum of Fine Arts, le panneau de fibres a été breveté pour la première fois en 1858 et a été produit par la suite par un certain nombre de fabricants, composé d'une variété de fibres végétales, compris la bagasse de canne à sucre (Celotex un panneau isolant qui ne pouvait pas prétendre à être un panneau structurel, pouvait être placé à l'intérieur et enduit), les copeaux de bois, les sous-produits du bois, les déchets de papier, etc..  
Les panneaux de fibres ont été produits massivement. En 1950, 50 % des revêtements muraux utilisés dans le MidWest étaient en panneaux de fibres, tandis que dans le Nord-Ouest Pacifique, où le bois d'œuvre était plus facile à obtenir, les panneaux de fibres isolants n'étaient utilisés que dans environ 10 % des nouvelles maisons construites. 

Fixée aux poteaux extérieurs, aux montants, aux chevrons ou aux solives, le revêtement intermédiaire (sheathing) consiste aujourd'hui le plus souvent en des panneaux de contreplaqué, des panneaux à copeaux orientés, des panneaux de fibres, des panneaux isolants ou des plaques de plâtre. Le revêtement intermédiaire est soit structurel, soit non-structurel. Les panneaux de revêtement structuraux résistent aux charges latérales et contribuent à la rigidité globale du bâtiment, éliminant la plupart du temps le besoin de contreventement. Les panneaux peuvent être installés verticalement ou horizontalement. Le revêtement appliqué verticalement ne nécessite généralement pas de blocage car tous les bords sont alignés avec les éléments de charpente. Le revêtement en contreplaqué appliqué horizontalement est plus solide que le revêtement appliqué verticalement, car les placages de la plus haute qualité et la plupart des plis sont orientés selon la longueur du panneau de contreplaqué. Cette résistance horizontale agit de concert avec la résistance verticale des montants. L'orientation horizontale est utilisée lorsque la rigidité du contreplaqué est requise pour le support des matériaux de parement, tels que les bardeaux ou le stuc. Des panneaux de plâtre renforcés de fibres sont employés lorsqu'une résistance au feu est requise.

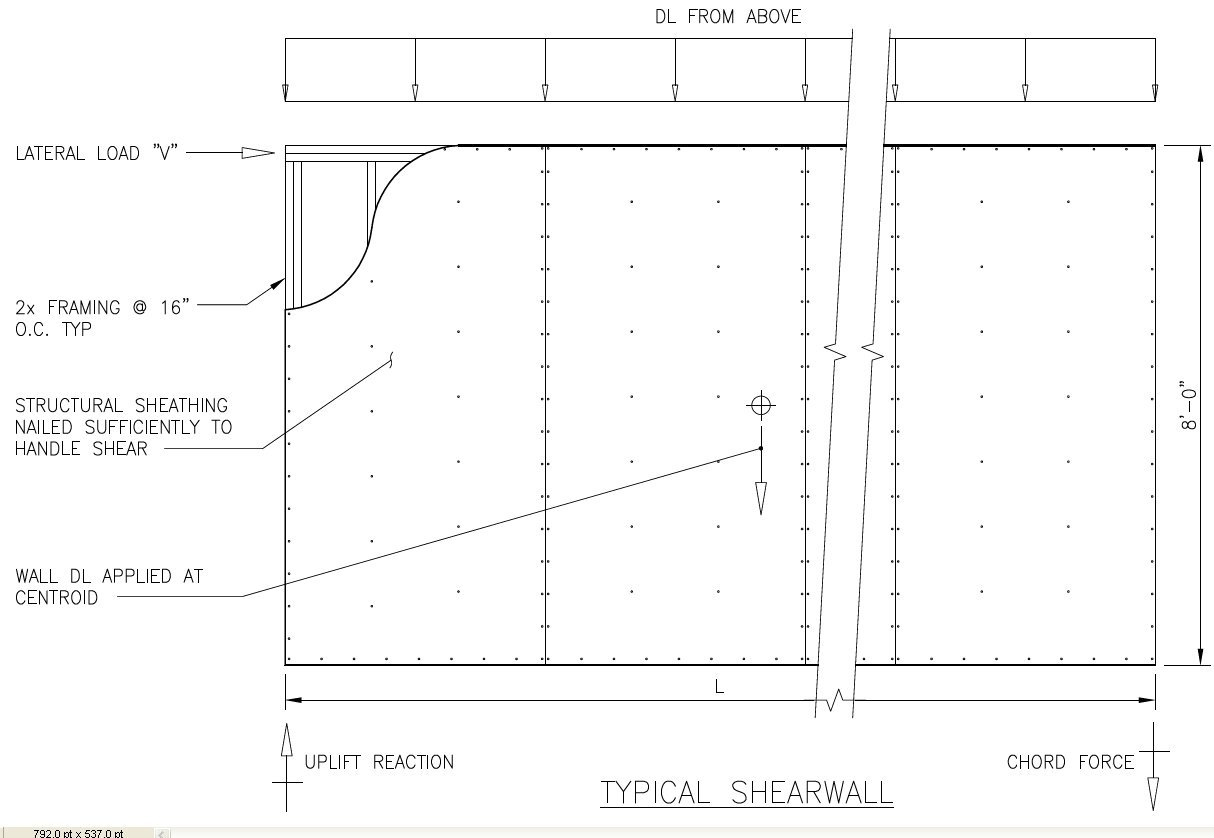
Mur de contreventement

Lorsque les forces latérales sur les murs sont extrêmes, comme dans les zones sujettes aux ouragans ou aux tremblements de terre, des murs de contreventement (Shear wall (en)) spécialement conçus sont généralement nécessaires pour résister à ces forces. Ceux-ci permettent notamment d'éviter les déformations causées par les forces latérales en résistant au cisaillement.
Lorsque ni panneaux structuraux, ni murs de cisaillement ne sont nécessaires, la méthode de contreventement classique consiste à apposer un élément de contreventement en diagonale (brace), fixé aux montants. Il n'est pas nécessaire de localiser les éléments de contreventement aux angles (comme l'expression corner bracing le suggère), ils peuvent être situés n'importe où le long d'un mur, et l'effet de contreventement sera transféré au reste du mur à travers les plaques supérieures et inférieures continues. Avant l'apparition des panneaux et autres matériaux en feuille, ce contreventement pouvait être réalisé par des planches (de 1 pouce d'épaisseur, 1-by lumber) placées obliquement. Le bardage horizontal requiert un contreventement.
Une entretoise ou étrésillon est une pièce de contreventement horizontale utilisée entre les montants d'ossature ou les solives de plancher pour donner de la rigidité à l'ossature du mur ou du plancher. Les entretoises peuvent être en bois, en acier ou en aluminium. Si elles sont en bois, elles sont coupées légèrement plus longs que l'espace dans lequel elles s'insèrent et sont mises en place de manière qu'elles s'adaptent étroitement ou soient enfoncées dans les montants d'ossature. Les entretoises en bois sont fixées aux périmètres du pan de bois, aux pied-droit ou dans le but d'encadrer les ouvertures à l'aide de fixations appropriées. L'intervalle entre les entretoises est dicté par les codes de construction locaux et par le type de bois utilisé; une maison à ossature typique dans une zone non cyclonique aura deux ou trois entretoises par étage entre chaque paire de montants voisins. Des entretoises supplémentaires peuvent être ajoutées comme motifs pour des fixations ultérieures. Les entretoises entre les montants verticaux protègent généralement les montants contre le flambage sous charge. Les entretoises n'apportent aucun effet de contreventement en cisaillement et sont généralement complétées par des contreventements diagonaux pour éviter que l'ossature ne se déverse. En anglais, les entretoises sont appelées nogging ou nogging piece (Angleterre et Australie), dwang (Écosse, Île du Sud, Nouvelle-Zélande, et Île du Nord inférieure/centrale en Nouvelle-Zélande), blocking (Amérique du Nord), noggin (Australie et région du Grand Auckland en Nouvelle-Zélande), ou nogs (Nouvelle-Zélande et Australie).

## Bois vs métal
La construction en ossature en acier plié à froid a véritablement débuté en 1947 aux États-Unis, lorsque la Lustron Corporation a construit à Albany, New York, près de 2 500 maisons à ossature d'acier pour les anciens combattants revenant de la Seconde Guerre mondiale (c'était aussi probablement une manière d'absorber les emplois devenus superflus de l'industrie aéronautique qui s'était surdéveloppée pendant la guerre; Lustron occupe un ancien complexe militaro-industriel de Curtiss-Wright). La construction à ossature en acier aux États-Unis ne compte que pour quelques pourcents du marché de la construction des maisons, le plus gros du marché étant détenu par le bois.
Selon le Conseil canadien du bois (en), la fabrication d'un mur en ossature d’acier consomme trois fois plus d’énergie grise, produit trois fois plus de gaz carbonique, utilise vingt-cinq fois plus d’eau, détériore davantage la qualité de l’air et de l’eau que le même mur en ossature bois. Le bois étant un meilleur isolant thermique que l’acier, une paroi en ossature est en bois pour la même quantité d’isolant sera plus efficace énergétiquement. Toutefois la fabrication d'un mur à ossature de bois produit un tiers de plus de déchets solides sur le chantier que la fabrication d'un mur à ossature d’acier. En fin de vie, l'acier sera recyclé, le bois ne possédant pas actuellement de filière de recyclage sera souvent enfoui pour se décomposer. Cependant le bois pourrait être recyclé dans des panneaux en bois par exemple. Des essais de tenue au feu ont démontré que les murs d’ossature en bois possèdent une résistance au feu identique ou supérieure à celle des murs à montants métalliques recouverts des mêmes finis.